# Leidener Plakette

Leidener Plakette – Umzeichnung der Vorderseite mit der Darstellung eines Herrschers aus Tikal (etwa Originalgröße)

Die  Leidener Plakette (auch Leidener Platte) ist ein beidseitig mit Bildzeichen gravierter Schmuckstein aus Jadeit der Maya-Kultur, der im Rijksmuseum voor Volkenkunde in der niederländischen Stadt Leiden aufbewahrt wird.

## Fundgeschichte
Die – nach überwiegender Ansicht aus Tikal stammende – Leidener Platte wurde im Jahr 1864 in der Nähe von  Bahia La Graciosa bei Puerto Barrios an der Karibikküste Guatemalas gefunden und gelangte durch Ankauf in die völkerkundliche Sammlung der Universität Leiden und von dort ins Reichsmuseum für Völkerkunde.

## Beschreibung
Die nur 21 Zentimeter hohe, 6 bis 8 cm breite und maximal etwa 1,5 cm dicke glattpolierte Plakette hat die Form einer Steinaxt oder eines Gürtelanhängers. Die Vorderseite zeigt einen reich gekleideten Maya-Herrscher, der vor einem am Boden liegenden gefesselten Gegner steht; an seinem Gürtel hängen mehrere Schmucksteine, die der Leidener Plakette ähneln. In seinem Kopfputz, der etwa ein Viertel der Gesamthöhe einnimmt, befinden sich Göttermasken (darunter der sogenannte ‚Narrengott‘); in seiner rechten Hand hält er ein Zepter mit dem ‚Gott K‘, der auch als ‚Gott der rechtmäßigen Nachfolge‘ bezeichnet wird.
Auf der Rückseite des Steins ist in Glyphen der Maya-Schrift ein Text eingraviert, der früher etwa wie folgt übersetzt wurde: Hier ließ sich hernieder der Herrscher der Himmelsfamilie. Nach neuester Lesart heißt es: Fünfter Herr der Nacht – Einführung des – Yaxkin – er wurde eingeführt – Null-Mond-Vogel – Balam-Ahau – Chan. Oberhalb davon findet sich das Long-Count-Datum 8.14.3.1.12, welches dem 17. September des Jahres 320 n. Chr. entspricht und bis zur Entdeckung bzw. Interpretation der Stele 29 von Tikal (292 n. Chr.) als älteste bekannte Datierung nach dem Maya-Kalender angesehen wurde.

## Sonstiges
Herrscherbildnis und Glyphen der Leidener Plakette waren auf der Rückseite der früheren 1-Quetzal-Banknote Guatemalas abgebildet.